# Per Sætersdal
Per Albert Sætersdal, norveški veslač, * 1964.
Sætersdal je za Norveško nastopil v dvojnem četvercu na Poletnih olimpijskih igrah 1992 v Barceloni in s tem čolnom osvojil srebrno medaljo. Njegovi soveslači takrat so bili Kjetil Undset, Lars Bjønness ter Rolf Thorsen. 